# Serang (Taraju)
Serang is een bestuurslaag in het regentschap Tasikmalaya van de provincie West-Java, Indonesië. Serang telt 3918 inwoners (volkstelling 2010).